# Championnats du monde de VTT enduro
Les championnats du monde de VTT enduro sont des championnats créés par l'Union cycliste internationale (UCI) en 2024. Ils attribuent les titres mondiaux en enduro et enduro à assistance à électronique, une discipline dérivée du VTT.

## Histoire
En octobre 2013, l'UCI inclut pour la première fois l'enduro dans son règlement. En 2019, l'Enduro World Series est ajouté au calendrier des courses UCI et en 2023, elle fusionne sur le plan organisationnel avec la Coupe du monde de VTT. Enfin, en juin 2024, les tout premiers Championnats du monde sont annoncés. Ils ont lieu les 14 et 15 septembre à Val di Fassa, en Italie. L'organisateur au nom de l'UCI est Warner Bros, qui organise également la Coupe du monde de VTT. Des compétitions sont prévues pour les hommes et les femmes, chacune avec et sans assistance électrique (Enduro et E-Enduro). Les compétitions se déroulent sur le Col Rodella à Canazei dans le Val di Fassa, sur un parcours déjà utilisé pour les Enduro World Series.
L'édition 2025 a lieu en Suisse en même temps que les autres disciplines du VTT.

## Éditions
| Année | Pays   | Ville        |
| ----- | ------ | ------------ |
| 2024  | Italie | Val di Fassa |
| 2025  | Suisse | Valais       |

## Palmarès

### Hommes

#### Enduro
| Année | Or          | Argent        | Bronze          |
| ----- | ----------- | ------------- | --------------- |
| 2024  | Alex Rudeau | Louis Jeandel | Richard Rude Jr |

#### E-Enduro
| Année | Or           | Argent         | Bronze      |
| ----- | ------------ | -------------- | ----------- |
| 2024  | Kévin Miquel | Andrea Garibbo | Kévin Marry |

### Femmes

#### Enduro
| Année | Or                 | Argent        | Bronze         |
| ----- | ------------------ | ------------- | -------------- |
| 2024  | Isabeau Courdurier | Mélanie Pugin | Morgane Charre |

#### E-Enduro
| Année | Or              | Argent              | Bronze           |
| ----- | --------------- | ------------------- | ---------------- |
| 2024  | Estelle Charles | Florencia Espiñeira | Raphaela Richter |